# Milan Matulović

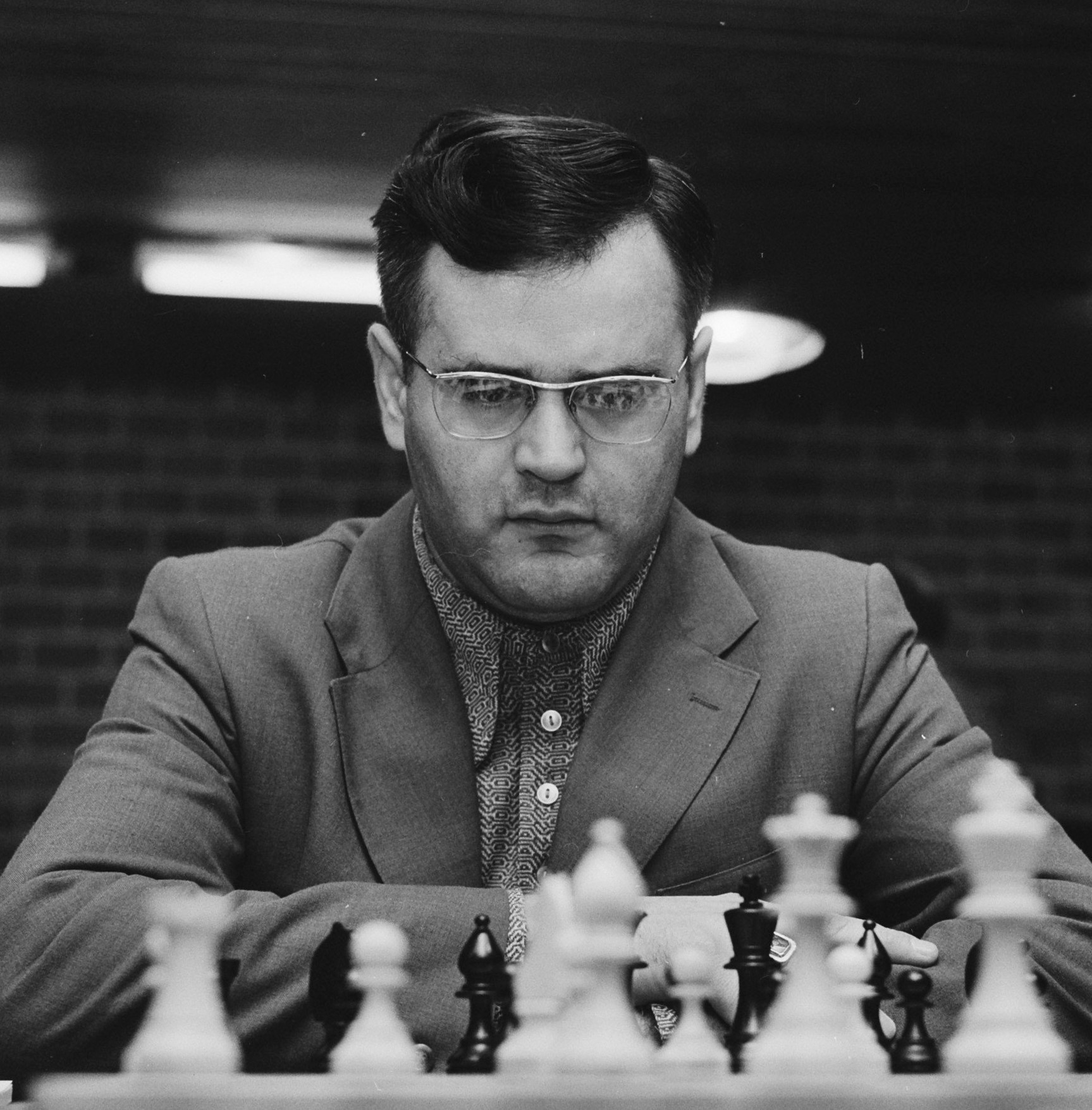
Matulović (Hoogovens, 1974)

Milan Matulović (serbisch-kyrillisch Милан Матуловић; * 10. Juni 1935 in Belgrad; † 8. Oktober 2013 ebenda) war ein jugoslawischer, später serbischer Schachspieler.

## Leben
Milan Matulović spielte vom 20. bis 26. Juli 1958 in Belgrad einen Wettkampf über vier Partien gegen Bobby Fischer, den er mit 1,5:2,5 verlor. 1961 wurde er Internationaler Meister, 1965 Großmeister. In den Jahren 1965 und 1967 war er Landesmeister Jugoslawiens. Das erfolgreichste Jahr seiner Karriere war 1969, als er internationale Turniere in Skopje, Athen und Belgrad gewann. Daraufhin wurde er für den Wettkampf UdSSR gegen den Rest der Welt 1970 in die Weltauswahl berufen. Dort verlor er an Brett 8 gegen Ex-Weltmeister Michail Botwinnik mit 1,5:2,5.
Für Jugoslawien spielte er bei allen fünf Schacholympiaden von 1964 in Tel Aviv bis 1972 in Skopje. Er erzielte dabei 60 Punkte aus 78 Partien (46 Siege, 4 Niederlagen, 28 Remis). Silbermedaillen für die Mannschaft gab es 1964 und 1968 in Lugano. 1964 gewann er als zweiter Reservespieler Gold in der Brettwertung. Außerdem nahm er von der Europa-Mannschaftsmeisterschaft im Schach 1961 in Oberhausen bis 1973 in Bath an allen vier Mannschaftseuropameisterschaften teil. Dabei erreichte er 17 Punkte aus 32 Partien (10 Siege, 8 Niederlagen, 14 Remis). Mit der Mannschaft gewann er dreimal Silber.
Mit Partizan Belgrad nahm er zwischen 1976 und 1996 siebenmal am European Club Cup teil und erreichte sechsmal das Viertelfinale.
Er spielte bei zwei Interzonenturnieren, 1967 in Sousse und 1970 in Palma. Bei beiden Turnieren sorgte er für Negativschlagzeilen: In Sousse nahm er in seiner Partie gegen István Bilek einen Fehlzug zurück, was ihm den Spitznamen Jadoubovic einbrachte.
|   | a | b | c | d | e | f | g | h |   |
| 8 |   |   |   |   |   |   |   |   | 8 |
| 7 |   |   |   |   |   |   |   |   | 7 |
| 6 |   |   |   |   |   |   |   |   | 6 |
| 5 |   |   |   |   |   |   |   |   | 5 |
| 4 |   |   |   |   |   |   |   |   | 4 |
| 3 |   |   |   |   |   |   |   |   | 3 |
| 2 |   |   |   |   |   |   |   |   | 2 |
| 1 |   |   |   |   |   |   |   |   | 1 |
|   | a | b | c | d | e | f | g | h |   |

Matulović spielte hier 38. Le2–f3, aber ersetzte den Zug durch 38. Kf1–g1
In Palma verlor er seine Partie in der letzten Runde gegen Mark Taimanow, der unbedingt einen Sieg für die Qualifikation zum Kandidatenturnier benötigte, unter verdächtigen Umständen. Laut Turnierbuch verbrauchte Matulović im Gegensatz zu seiner sonstigen Gewohnheit kaum Bedenkzeit und machte während der Partie, die er nahezu widerstandslos verlor, einen völlig desinteressierten Eindruck. Ein Betrug konnte zwar nie nachgewiesen werden, dennoch war sein Ruf nach diesem Vorfall ruiniert.
Auch in späteren Turnieren kam es zu unsportlichen Vorfällen. Bei der Schachweltmeisterschaft der Senioren 1995 manipulierte er nach Angaben des niederländischen Großmeisters Hans Ree in einer eigentlich bedeutungslosen Partie die Schachuhr, um einem Verlust durch Überschreiten der Bedenkzeit zu entgehen.
Matulović galt als kompromissloser Angriffsspieler und war einer der führenden Experten des Morra-Gambits.
Seine letzte Elo-Zahl betrug 2394, er wurde zu diesem Zeitpunkt allerdings bereits als inaktiv geführt, da er nach der serbischen Mannschaftsmeisterschaft 2007 keine gewertete Partie mehr spielte. Seine beste Elo-Zahl von 2530 erreichte er im Juli 1971 und Mai 1974.
Vor Einführung der Elo-Zahlen war seine beste historische Elo-Zahl 2676, damit lag er im Dezember 1967 auf Platz 20 der Weltrangliste.